# Copa de Europa de baloncesto 1968-69
La decimosegunda edición de la Copa de Europa de Baloncesto fue ganada por el CSKA Moscú, que lograba su tercer título, derrotando en la final al Real Madrid, en una final disputada en el Palau dels Esports de Barcelona.

## Primera ronda
| Equipo 1           | Agr.    | Equipo 2         | Ida    | Vuelta |
| ------------------ | ------- | ---------------- | ------ | ------ |
| Hornets            | 123–194 | ASVEL            | 76–81  | 47–113 |
| Alvik              | 122–149 | Gießen 46ers     | 60–61  | 62–88  |
| Aldershot Warriors | 103–238 | Real Madrid      | 59–103 | 44–135 |
| Tapion Honka       | 158–180 | Standard Liège   | 76–81  | 82–99  |
| Black Star Mersch  | 104–221 | Oransoda Cantù   | 51–97  | 53–124 |
| Flamingo's Haarlem | 113–170 | Vorwärts Leipzig | 70–75  | 43–95  |
| Engelmann Wien     | 145–160 | Dinamo Bucureşti | 88–75  | 57–85  |
| İTÜ                | 147–139 | Wisła Kraków     | 91–70  | 56–69  |
| Lourenço Marques   | 161–207 | AEK              | 77–89  | 84–118 |

## Segunda ronda
| Equipo 1         | Agr.    | Equipo 2         | Ida    | Vuelta |
| ---------------- | ------- | ---------------- | ------ | ------ |
| ASVEL            | 141–142 | Zadar            | 74–54  | 67–88  |
| Gießen 46ers     | 152–199 | Real Madrid      | 81–97  | 71–102 |
| Honvéd           | 146–163 | Standard Liège   | 70–55  | 76–108 |
| Partizani Tirana | 136–163 | Oransoda Cantù   | 73–73  | 63–90  |
| Vorwärts Leipzig | 126–141 | CSKA Moscow      | 54–66  | 72–75  |
| Dinamo Bucureşti | 169–181 | Spartak ZJŠ Brno | 100–85 | 69–96  |
| İTÜ              | 142–151 | Maccabi Tel Aviv | 83–79  | 59–72  |
| AEK              | 127–134 | Academic         | 73–58  | 54–76  |

## Fase de grupos de cuartos de final
Los cuartos de final se jugaron con un sistema de todos contra todos, en el que cada serie de dos partidos ida y vuelta se consideraba como un solo partido para la clasificación.
|  | Los dos primeros acceden a semifinales |

|    | Equipo      | Par. | Pts. | G | P | PF  | PC  | PD  |
| -- | ----------- | ---- | ---- | - | - | --- | --- | --- |
| 1. | Real Madrid | 3    | 6    | 3 | 0 | 488 | 460 | +28 |
| 2. | CSKA Moscow | 3    | 5    | 2 | 1 | 471 | 416 | +55 |
| 3. | Zadar       | 3    | 4    | 1 | 2 | 465 | 465 | 0   |
| 4. | Academic    | 3    | 3    | 0 | 3 | 455 | 538 | -83 |

|    | Equipo           | Par. | Pts. | G | P | PF  | PC  | PD  |
| -- | ---------------- | ---- | ---- | - | - | --- | --- | --- |
| 1. | Spartak ZJŠ Brno | 3    | 6    | 3 | 0 | 502 | 457 | +45 |
| 2. | Standard Liège   | 3    | 5    | 2 | 1 | 488 | 508 | -20 |
| 3. | Oransoda Cantù   | 3    | 4    | 1 | 2 | 426 | 407 | +19 |
| 4. | Maccabi Tel Aviv | 3    | 3    | 0 | 3 | 403 | 447 | -44 |

## Semifinales
| Equipo 1    | Agr.    | Equipo 2         | Ida    | Vuelta |
| ----------- | ------- | ---------------- | ------ | ------ |
| Real Madrid | 193–135 | Standard Liège   | 84–46  | 109–89 |
| CSKA Moscow | 184–158 | Spartak ZJŠ Brno | 101–66 | 83–92  |

## Final
| 24 de abril de 1969 | CSKA Moscú                                           | 103–99          | Real Madrid                               | |  |
|                     | Parciales: 42-45, 39–36 (T.E.: 10-10, 16-21)         |                 |                                           | |  |
|                     | Estadísticas Vladimir Andreev 37 Vladimir Andreev 11 | Reporte Pts Reb | Estadísticas 24 Miles Aiken 9 Miles Aiken | Pabellón: Palau dels Esports de Barcelona, Barcelona Asistencia: 9.000 espectadores Árbitros: Obrad Belošević (YUG), André Pythoud (SUI) |  |

| Campeón de la Copa de Europa 1968–69 |
| ------------------------------------ |
| CSKA Moscú 3.er título               |